# Ma Xiaoxu
Ma Xiaoxu (Dalian, 5 de junho de 1988) é uma futebolista profissional chinesa que atua como atacante.

## Carreira
Ma Xiaoxu fez parte do elenco da Seleção Chinesa de Futebol Feminino, nas Olimpíadas de 2016. 